# Trans-Atlantico
(Estratto dal romanzo)
Trans-Atlantico (Trans-Atlantyk) è il terzo romanzo di Witold Gombrowicz, pubblicato nel 1953.

## Trama
Il narratore e protagonista del romanzo ha lo stesso nome dell'autore: Witold Gombrowicz. Lo scrittore si trova a Buenos Aires quando scoppia la Seconda guerra mondiale, e decide di non fare ritorno in patria, rimanendo in Argentina. Qui fa la conoscenza con dignitari del suo paese d'origine, imprenditori e pittoreschi personaggi locali, i cui destini si intrecciano in un'opera tragicomica, dai toni grotteschi.

## Stile e tematiche
Il romanzo, come ebbe a scrivere lo stesso Gombrowicz, è una critica feroce della «polonità»: una declinazione particolaristica di una Forma universale, il nazionalismo, che secondo lo scrittore minava la libertà degli stessi polacchi.
Come scrisse Jan Winczakiewicz, Trans-Atlantico «[è] un romanzo brillante e blasfemo (...) Il patriottismo polacco e l'opera di Gombrowicz hanno un tratto comune: la perversione.»

## Edizioni italiane
- Trans-Atlantico
  - trad. Riccardo Landau, Feltrinelli, Milano 1971, 1982, 2005; Il Saggiatore, 2019.